# Parafia bł. Jerzego Matulewicza w Wilnie
Parafia bł. Jerzego Matulewicza w Wilnie – rzymskokatolicka parafia znajdująca się w Wilnie, na Wierszuliszkach, w archidiecezji wileńskiej w dekanacie wileńskim II.
Kościoły i kaplice na terenie parafii:
- kościół bł. Jerzego Matulewicza w Wilnie – kościół parafialny

Msze święte odprawiane są w językach polskim i litewskim.